# Chiesa di San Giorgio Martire (Venegono Superiore)
La chiesa di San Giorgio Martire è la parrocchiale di Venegono Superiore, in provincia di Varese ed arcidiocesi di Milano; fa parte del decanato di Tradate. 

## Storia
Già nel Duecento esisteva a Venegono Superiore una cappella dedicata a San Giorgio; nel 1495 è menzionato il suo rettore, ovvero pre' Polidoro Castiglioni.
Nel 1570 l'arcivescovo Carlo Borromeo, durante la sua visita pastorale, rilevò che i fedeli chiedevano di realizzare una nuova chiesa di maggiori dimensioni. Nel 1582 risultava già esistente un progetto per la riedificazione; nel 1606 l'arcivescovo Federigo Borromeo sollecitò a ultimare i lavori entro breve, anche se la struttura poté considerarsi completa solo esattamente un secolo dopo.
Dalla relazione della visita del 1747 dell'arcivescovo Giuseppe Pozzobonelli si apprende che a servizio della cura d'anime v'erano il parroco e un sacerdote beneficiario, che il numero dei fedeli era pari a 642 e che la parrocchiale aveva come filiali la chiesetta di San Giorgio e gli oratori di Santa Caterina a Pienasca, di San Martino Vescovo e Confessore, di Santa Maria Assunta e San Rocco alla Colombara e della Beata Maria Vergine ad pedes Arcis.
Alla fine del 1888, come stabilito dal decreto dell'arcivescovo Luigi Nazari di Calabiana datato 22 novembre, la parrocchia passò dal vicariato di Carnago a quello a Tradate; nel 1901 monsignor Andrea Carlo Ferrari, rilevando l'insufficienza dell'edificio a soddisfare le esigenze della popolazione, esortò ad ampliarlo.
I lavori ebbero inizio nel 1911, ma precedettero a rilento, tanto che nel 1930 la chiesa era ancora allo stato grezzo e priva di decorazioni; nel giro di due anni tuttavia si riuscì a portare a termine l'opera e, così, il 25 giugno 1933 la parrocchiale fu inaugurata, per poi venir consacrata nel 1936 dall'arcivescovo Ildefonso Schuster.
Negli anni ottanta, in ossequio alle norme postconciliari, si provvide a realizzare l'ambone e il nuovo altare rivolto verso l'assemblea.

## Descrizione

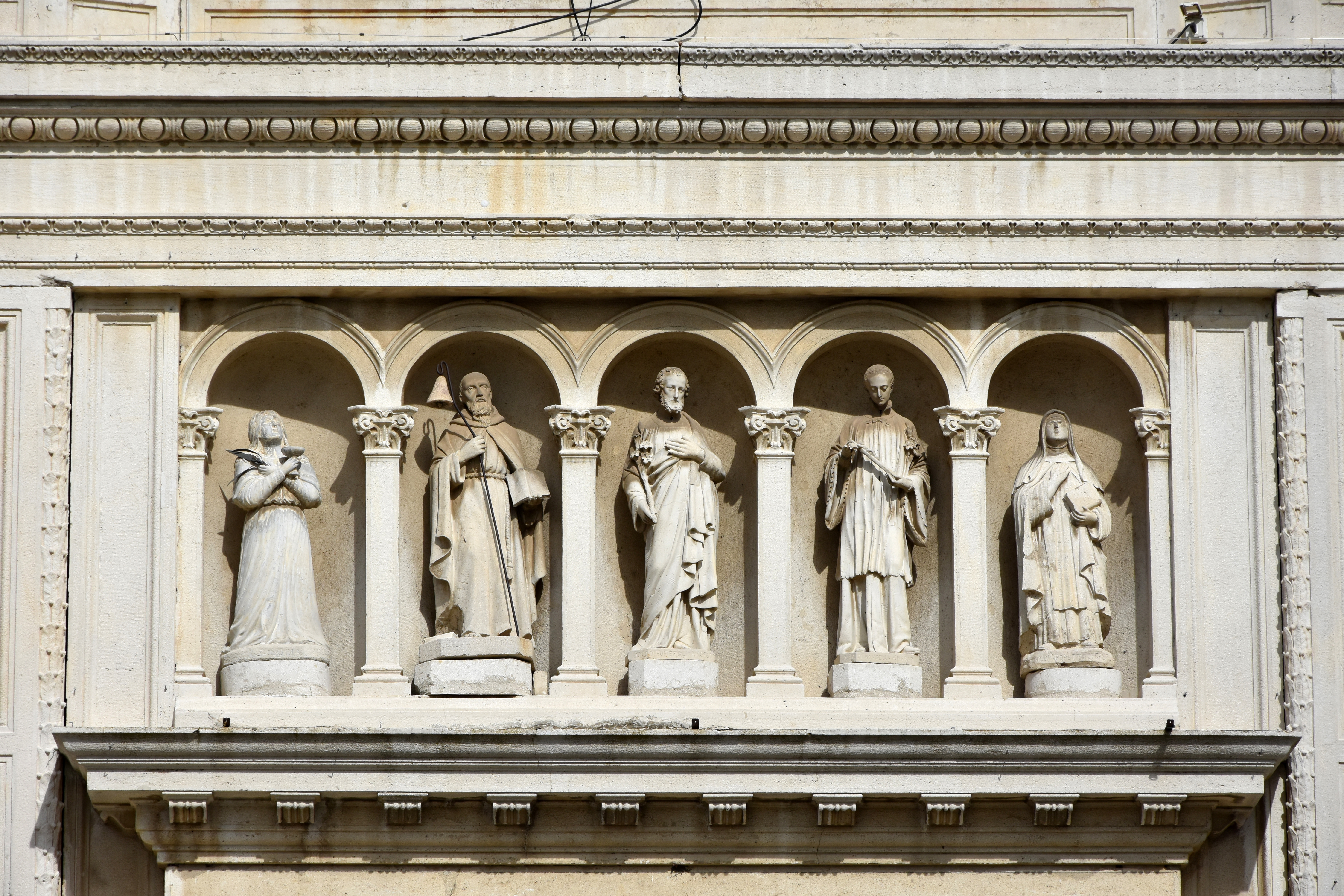
Le cinque loggette sulla facciata

### Esterno
La facciata a salienti della chiesa, rivolta a ponente, è suddivisa verticalmente in tre parti: la centrale, abbellita da due lesene caratterizzate da quattro nicchie con altrettante statue e coronata dal frontone sormontato da pinnacoli, presenta al centro il portale maggiore, cinque loggette ospitanti dei simulacri e una finestra a lunetta inscritti in un arco a tutto sesto, mentre le due ali laterali sono caratterizzate dai portali secondari e concluse da semitimpani.
Annesso alla parrocchiale è il campanile a base quadrata, la cui cella presenta su ogni lato una monofora ed è coronata dalla bassa cupoletta poggiate sul tamburo ottagonale.

### Interno

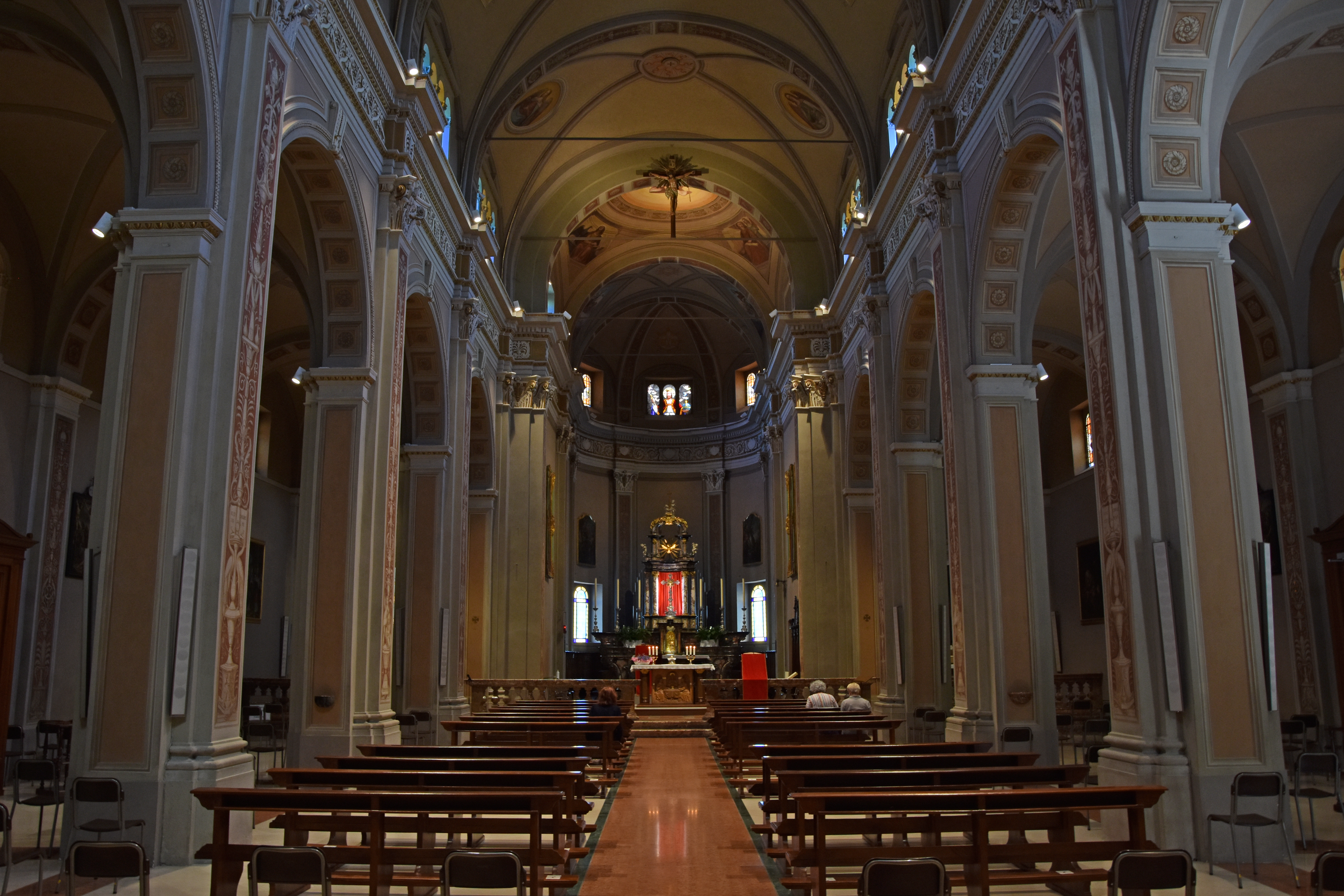
L'interno

L'interno dell'edificio si compone di tre navate coperte da volte a crociera e separate da pilastri sorreggenti archi a tutto sesto; al termine dell'aula si sviluppa il presbiterio, rialzato di alcuni gradini, ospitante l'altare maggiore e chiuso dall'abside semicircolare.